# Narcisse Cotte
Narcisse Cotte né le 7 avril 1828 à Bouvron et mort le 8 septembre 1892 à Paris est un diplomate, sculpteur et collectionneur d'œuvres d'art français.

## Biographie
Présent pendant quatre années au Maroc, où il est attaché au consulat français à Tanger, Rémy Narcisse Ovide Cotte publie à son retour en France Le Maroc contemporain, ouvrage fantaisiste qui mêle observations ethnologiques, impressions personnelles, récits historiques et folklore. 
Élève des sculpteurs Jules Ramey et Michel-Pascal, il expose au Salon à partir de 1857, où il présente notamment le plâtre de son Jeune garçon du Riff, souvenir de son séjour à Tanger. Il participe au Salon jusqu'en 1866, date à laquelle il expose son groupe en plâtre Circé et un buste du docteur Foucher. Son buste en marbre du colonel Brancion, présenté au Salon de 1861, est acquis par l'État pour le musée de l'Histoire de France du château de Versailles. Narcisse Cotte reçoit également plusieurs commandes religieuses à Paris : il exécute en 1860 quatre bas-reliefs en bronze et deux anges pour l'église Saint-Eustache, puis en 1885 un bas-relief en bronze représentant Sainte Geneviève guérissant sa mère pour le chœur de l'église Saint-Denys de la Chapelle. 

## Œuvres
- Felletin, mairie : Buste de Napoléon III, 1867, plâtre.
- Versailles, musée de l'Histoire de France : Buste du colonel Brancion, 1861, marbre.